# Lista de lusófonas Mestras Internacionais de xadrez da FIDE
Esta é uma lista de lusófonas Mestras Internacionais de xadrez  da FIDE (MIF) ou Woman International Master FIDE (WIM), segunda titulação mais alta e vitalícia da FIDE.

## Lista de WIMs brasileiras em ordem cronológica
| Nº  | Estado         | Nome                       | WIM desde | Ratingmaior | Idadeatual    | Ativo |
| --- | -------------- | -------------------------- | --------- | ----------- | ------------- | ----- |
| 1º  | Minas Gerais   | Maria Cristina de Oliveira | 1977      | 2095        | 65            | Não   |
| 2º  | São Paulo      | Joara Chaves               | 1985      | 1901        | 63            | Não   |
| 3º  | Santa Catarina | Regina Ribeiro             | 1985      | 2014        | 63            | Não   |
| 4º  | São Paulo      | Tatiana Kaawar Ratcu       | 1995      | 2259        | 45            | Sim   |
| 5º  | Bahia          | Ruth Vokl Cardoso          | 1970      | 2040        | 66 (falecida) | Não   |
| 6º  | Amazonas       | Tatiana Duarte Brea        | 2011      | 2124        | 47            | Sim   |
| 7º  | São Paulo      | Juliana Sayumi Terao       | 2012      | 2252        | 33?           | Sim   |
| 8º  | Santa Catarina | Vanessa Feliciano          | 2013      | 2253        | 35            | Sim   |
| 9º  | São Paulo      | Larissa Ichimura           | 2014      | 2051        | 28?           | Sim   |
| 10º | Santa Catarina | Kathie Goulart Librelato   | 2018      | 2165        | 26            | Sim   |
| 11º | São Paulo      | Julia Alboredo             | 2022      | 2227        | 28            | Sim   |

## Lista de WIMs lusitanas em ordem cronológica
| Nº | Estado   | Nome                   | WIM desde | Ratingmaior | Idadeatual | Ativo |
| -- | -------- | ---------------------- | --------- | ----------- | ---------- | ----- |
| 1º | Portugal | Jussara Chaves         | 1982      | 2042        | 65         | Sim   |
| 2º | Portugal | Catarina Leite         | 2001      | 2103        | 42         | Sim   |
| 3º | Portugal | Filipa Fortuna Pipiras | 2025      | 2192        | 19         | Sim   |

## Lista de WIMs angolanas em ordem cronológica
| Nº | Estado | Nome             | WIM desde | Ratingmaior | Idadeatual | Ativo |
| -- | ------ | ---------------- | --------- | ----------- | ---------- | ----- |
| 1º | Luanda | Esperança Caxita | 2014      | 1865        | 26         | Sim   |
| 2º | Luanda | Maria M Domingos | 2014      | 1742        | 28?        | Sim   |

## Lista de WIMs moçambicanas em ordem cronológica
| Nº | Estado | Nome                 | WIM desde | Ratingmaior | Idadeatual | Ativo |
| -- | ------ | -------------------- | --------- | ----------- | ---------- | ----- |
| 1º | Maputo | Vania Fausto Vilhete | 2012      | 1799        | 39?        | Sim   |

## Ranking de WIMs lusófonas por Estado
| Nº | Estados        | Qtd. WIMs |
| -- | -------------- | --------- |
| 1º | São Paulo      | 5         |
| 2º | Santa Catarina | 3         |
| 3º | Luanda         | 2         |
| 4º | Minas Gerais   | 1         |
| 4º | Bahia          | 1         |
| 4º | Amazonas       | 1         |
| 4º | Maputo         | 1         |

| Nº | Nome                     | Maior Rating | Estado         |
| -- | ------------------------ | ------------ | -------------- |
| 1º | Tatiana Kaawar Ratcu     | 2259         | São Paulo      |
| 2º | Vanessa Feliciano        | 2253         | Santa Catarina |
| 3º | Juliana Sayumi Terao     | 2252         | São Paulo      |
| 4º | Julia Alboredo           | 2217         | São Paulo      |
| 5º | Kathie Goulart Librelato | 2165         | Santa Catarina |